# Joaquín Maniau y Torquemada
Joaquín Maniau y Torquemada (Xalapa, Veracruz, 1753-Ciudad de México, 1820) fue un funcionario y político novohispano, que se desempeñó como diputado, vicepresidente y presidente de las Cortes de Cádiz, intendente y comisario de los Reales Ejércitos de la Nueva España, así como oficial mayor de la Dirección y Contaduría General del Tabaco.

## Semblanza biográfica
Fue hijo del sevillano Francisco Maniau y Ortega, funcionario de la Real Hacienda de la Nueva España y de la xalapeña Mariana de Torquemada y Martínez-Navarro. 
Al igual que su padre, Joaquín trabajó como funcionario fiscal, fue contador del Montepío y ordenador de pagos de los ejércitos reales en Nueva España.
Fue elegido diputado a las Cortes de Cádiz en representación de la intendencia de Veracruz, tomó posesión de su cargo el 1 de marzo de 1811. Fue vicepresidente el 24 de julio de 1811 y presidente desde el 24 de febrero de 1813. Durante su estancia en Cádiz, se alojó en casa de su compatriota, el xalapeño Miguel Lobo, caballero de la Orden de Carlos III (tío homónimo del almirante Miguel Lobo).En 1814, cuando regresó Fernando VII a España para tomar posesión de su trono, reinstaurando el absolutismo y disolviendo las Cortes, Joaquín Maniau fue aprehendido y encarcelado en Córdoba, mudando luego su prisión a Granada. Se le otorgó la amnistía el día de San Fernando de 1814. En 1815 fue nombrado intendente del Ejército. 
Fue autor del Compendio de la historia de la Real Hacienda de Nueva España, la obra fue publicada por primera vez en 1845 con el título de 'Historia general de las rentas de la Nueva España', en 1914 fue publicada por la Sociedad Mexicana de Geografía y Estadística con su título original y con notas de Alberto María Carreño.
En 1820, al iniciar el Trienio Liberal, fue elegido de nueva cuenta diputado por Veracruz. Existen biografías que indican su muerte ocurrida ese mismo año en la Ciudad de México antes de iniciar su viaje a España,sin embargo tomó asiento de su cargo el 25 de febrero de 1821, siendo elegido nuevamente para 1822.
Contrajo matrimonio con Teresa Dávila-Infante y López-Salazar, siendo padres de Juan Maniau y Dávila-Infante (1801, Ciudad de México). Su hermano Juan Nepomuceno Maniau y Torquemada fue abuelo del coronel Alejandro Casarín y Maniau.
. 